# Felixturm

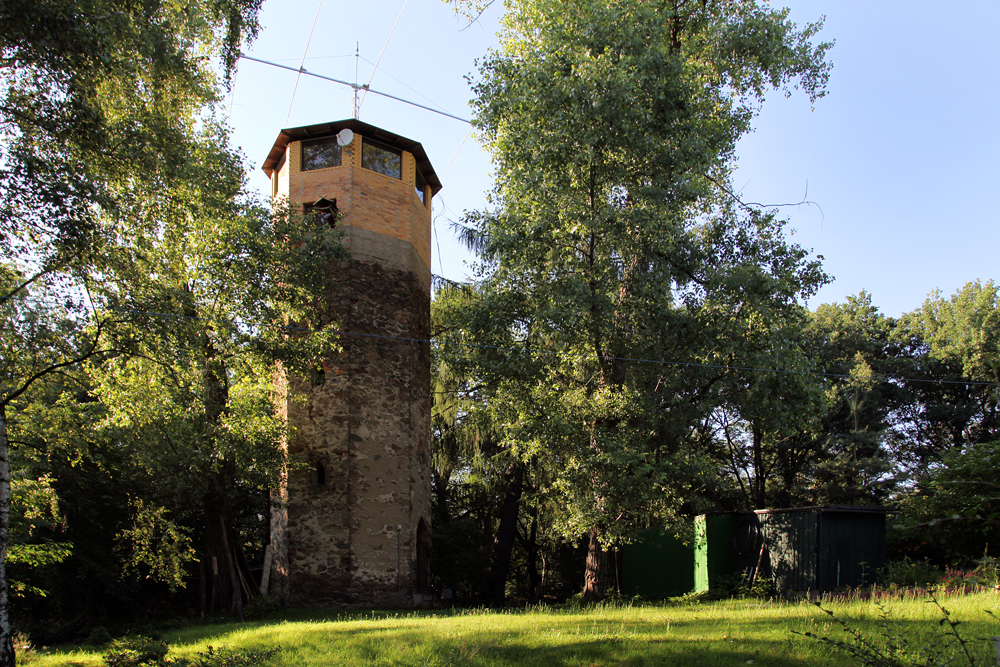
Der Felixturm 2012

Der Felixturm ist ein etwa 16 Meter hoher Turm auf dem Schafberg im Hüttertal zwischen Wallroda und Radeberg. Topografisch befindet sich der Felixturm in der Gemarkung Wallroda.
Der Turm wurde 1824 vom Radeberger Amtsmaurermeister Tüllmann für den Freiherrn Johann Wilhelm von Gutschmid errichtet. Der Name Felixturm verweist auf Gutschmids Sohn Felix, für den er den Turm als Sternwarte errichten ließ. Der aus verwittertem Granodiorit erbaute Felixturm steht unter Denkmalschutz.

## Geschichte

Der Felixturm um 1910

Freiherr Johann Wilhelm von Gutschmid (1761–1830; in einigen Überlieferungen auch Gutschmidt) war der Sohn des  kursächsischen Ministers Christian Gotthelf von Gutschmid. Dieser war durch eine Erbschaft in den Besitz des Rittergutes Kleinwolmsdorf gekommen. Johann Wilhelm von Gutschmid wählte den zum Rittergutsbesitz gehörenden Schafberg oberhalb des Hüttertales in der Gemarkung Wallroda, um den Turm für seinen 1815 geborenen Sohn Felix zu errichten.
Der Felixturm wurde 1825 als privates Observatorium eingeweiht. Da das Hüttertal bis zum Ende des 19. Jahrhunderts vorrangig als Weideland genutzt wurde und deshalb große baumfreie Flächen aufwies, war der Turm schon von weitem aus dem gesamten Umland zu erkennen, wie es auf zeitgenössischen Abbildungen überliefert ist. Eine erste Bergwirtschaft eröffnete 1839 am Turm. Der Gaststättenbetrieb bestand bis 1965 fort.
Von 1862 bis 1890 wurde eine Landesvermessung im Königreich Sachsen zur genauen Erfassung des Staatsgebietes durchgeführt. Zu diesem Zweck errichteten die Vermesser 1865 auf dem Turm einen 1,20 Meter hohen Beobachtungspfeiler. Dieser wurde als trigonometrischer Punkt in das Königlich-Sächsische Triangulationsnetz, Netz 2. Ordnung Nr. 65 aufgenommen.
Ab 1876 gehörte der Felixturm zum Grundbesitz des Vorwerks Heinrichsthal. Vorwerks-Besitzer war zu dieser Zeit der Radeberger Baumeister Wilhelm Reinhard Würdig, er ließ den Turm instand setzen. Nach einigen Besitzerwechseln erwarb 1880 Hermann Alexander Zeis, Ehemann von Agathe Zeis, der Gründerin der Meierei Heinrichsthal (spätere Heinrichsthaler Milchwerke) und Produzentin des ersten deutschen Camemberts, das Vorwerk Heinrichsthal und damit auch den zugehörigen Felixturm. Bereits 1885 existierte am Felixturm eine Restauration. Bis zur Zwangsversteigerung des Vorwerkes mit der Meierei und allen Immobilien im April 1888 war Zeis Eigentümer des Felixturmes.

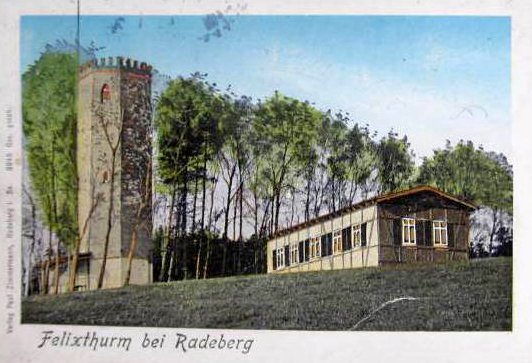
Der Felixturm mit der Schutzhütte bzw. Gastwirtschaft um 1901

Der neue Eigentümer des Turmes, Franz Schüller, erweiterte die Restauration und fügte diese in die 1888 neben dem Turm neu errichtete Schutzhütte ein, die sich schnell zu einer beliebten Ausflugsgaststätte entwickelte. In den folgenden Jahren wechselten die Betreiber der Gastwirtschaft sehr oft.
Im Sommer 1918 schlug ein Blitz in den Turm ein, der daraufhin völlig ausbrannte. Das Gebäude wurde wieder aufgebaut, trotzdem musste 1930 der obere Teil wegen Einsturzgefahr abgetragen werden.
Der Radeberger Amateurastronom Erich Bär war von 1952 bis 1956 Besitzer des Felixturmes. Er errichtete mit der von ihm gegründeten Fachgruppe Astronomie im Hüttertal die erste für die Öffentlichkeit zugängliche Sternwarte für Radeberg und die umliegenden Ortschaften. Sie wurde auch für den Schul-Unterricht genutzt. Die Sternwarte am Felixturm blieb bis zur Eröffnung des Neubaus am Stadtrand von Radeberg im Juni 1964 in Betrieb.
Die Stadt Radeberg kaufte 1960 den Felixturm. Ein abgebrochener Ast zerstörte 1965 das Dach und die Räumlichkeiten der Gaststätte. Diese wurde daraufhin aufgegeben und das Gebäude zur Baustoffgewinnung freigegeben.

## Nutzung
Seit 1978 ist der Felixturm in privatem Besitz (zunächst von der Stadt Radeberg gepachtet, im Jahr 2000 gekauft). Der Eigentümer baute den Turmkopf wieder auf, renovierte den Innen- und Außenbereich und legte einen kleinen Garten an. Der Turm wurde für Amateurfunkzwecke mit umfangreichen, auch freistehenden Antennenanlagen (Gittermast) ausgestattet.

## Sonstiges
Etwa 300 m westlich des Felixturmes entspringt in einem rechten Seitental der Großen Röder der Schafbornbach, der entlang des Wanderweges (Kohlsdorfweg) verläuft und in die Große Röder mündet. Der Radeberger Oberlehrer Adolf Kohlsdorf errichtete 1905 im Gebiet der Quelle des Baches einen zum Felixturm führenden Promenadenweg.
In den letzten Tagen des Zweiten Weltkriegs kam es am Felixturm und am nahegelegenen Taubenberg zu Infanteriegefechten, bei denen die einrückenden polnischen Streitkräfte auf Volkssturm und SS-Verbände trafen.
Am Felixturm endet der 1994 errichtete und 2006 restaurierte Radeberger Planetenwanderweg, welcher am Schloss Klippenstein beginnt und etwa 2 km lang ist. Die Tafel am Turm zeigte den Zwergplaneten Pluto, der bei der Einrichtung des Wanderweges noch als Planet klassifiziert war und damit den äußersten Planeten unseres Sonnensystems darstellte. Nach der Umstufung des Pluto zu einem Zwergplaneten ist diese Tafel entfernt worden.